# Esteban I de Iberia

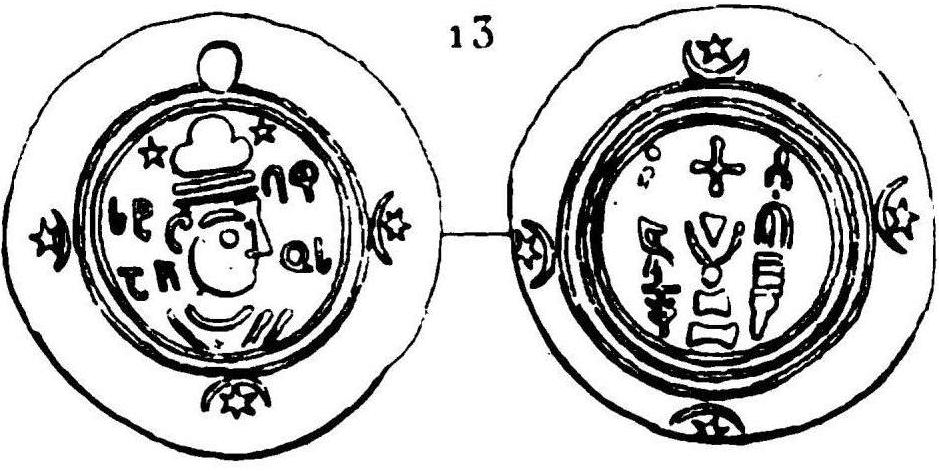
Moneda "íbero-sasánida" de Esteban I.

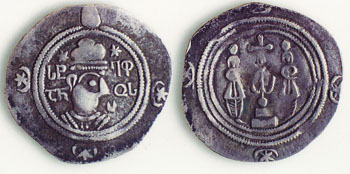
Moneda de plata acuñada por el erismtavari Esteban I,.

Esteban I (en georgiano: სტეფანოზ I: , Paso'anoz I; muerto en 627), de la dinastía Guaramida, fue un príncipe presidente de Iberia (Kartli, Georgia central y oriental) de 590 a 627. Murió en batalla contra un ejército bizantino invasor.
Hijo y sucesor de Guaram I de Iberia, Esteban invirtió la política probizantina de su padre a una proiraní y, a través de lealtad a sus suzeranos Sasánidas, consiguió reunir Iberia bajo su mando. Hizo de Tiflis su capital y la defendió con una fuerza georgiana e iraní cuando el emperador bizantino Heraclio, en alianza con los jázaros, atacó Iberia en 626. Esteban fue capturado con vida y Heraclio lo mandó desollar vivo. Su cargo fue entregado a Adarnase I, pariente de la antigua casa cosroida.
El periodo de gobierno de Esteban coincidió con otro momento crucial en la historia de Georgia. Cuando Esteban cambió de una posición probizantina a cooperar con Irán, sus simpatías religiosas cambiaron hacia el anticalcedonismo, llevando a su adopción oficial por el catolicós de Iberia en 598 o 599. En 608, no obstante, la iglesia georgiana regresó a una posición calcedónica, llevando a la iglesia de Armenia a romper su comunión con la Iglesia Georgiana y a excomulgar a su catolicós Kirion I. Sin embargo, fue la campaña de Heraclio la que supuso el triunfo final de la fe calcedonia en Iberia.
Esteban I fue el primer gobernante georgiano que hizo inscribir en el anverso de los dracmas acuñados por él las iniciales de su nombre, simétricamente colocadas en el borde con letras georgianas estilizadas. El reverso de sus monedas, en vez de la llama sagrada (Atar), el emblema principal del zoroastrismo, muestra el símbolo de la Cruz, simbolizando así la victoria del cristianismo. Esto era un acto político significativo que indicaba no la iranofilia de Esteban, sino sus esfuerzos para restablecer la autonomía política de Georgia oriental y fortalecer la iglesia cristiana.
La placa exterior de la iglesia de la Cruz Santa de Mtsjeta, Georgia, menciona los constructores principales de esta iglesia: Stephanos el patricius, Demetrius el hypatos y Adarnase el hypatos quiénes tradicionalmente han sido identificados por los expertos georgianos como Esteban I, hijo de Guaram, Demetrio, hermano de Esteban I y Adarnase I. Aun así, una opinión expresada por el profesor Cyril Toumanoff discrepa de esta visión al identificar a estos individuos con Esteban II, Demetrio (hermano de Esteban I) y Adarnase II (hijo de Esteban II), respectivamente.